# إسن (ألمانيا)
إسن (بالألمانية: Essen)‏ مدينة تقع في ولاية شمال الراين - وستفاليا في غرب ألمانيا، وضمن محافظة دوسلدورف. يبلغ عدد سكانها حوالي 582.764 نسمة (2007). هي عاصمة الثقافة لعام 2010، وتقع في منطقة حوض الرور الغني بالفحم الحجري. ومنذ 1972 أصبحت تضم جامعة باسمها توحدت مع جامعة دويسبورغ لتصبح جامعة دويسبورغ-إيسن في عام 2003.
- الرقم البريدي:45001-45359
- نسبة الأجانب :10,0 %(2002)
- نسبة العاطلين عن العمل:14 %(2005)
- المدن المجاورة: بوخوم,غيلسنكيرشن,بوتروب,أوبرهاوزن,مولهايم,فلبرت.

## المناخ
يظهر الجدول التالي التغييرات المناخية على مدار السنة لإسن:
| البيانات المناخية لـإسن           | البيانات المناخية لـإسن | البيانات المناخية لـإسن | البيانات المناخية لـإسن | البيانات المناخية لـإسن | البيانات المناخية لـإسن | البيانات المناخية لـإسن | البيانات المناخية لـإسن | البيانات المناخية لـإسن | البيانات المناخية لـإسن | البيانات المناخية لـإسن | البيانات المناخية لـإسن | البيانات المناخية لـإسن | البيانات المناخية لـإسن |
| الشهر                             | يناير                   | فبراير                  | مارس                    | أبريل                   | مايو                    | يونيو                   | يوليو                   | أغسطس                   | سبتمبر                  | أكتوبر                  | نوفمبر                  | ديسمبر                  | المعدل السنوي           |
| --------------------------------- | ----------------------- | ----------------------- | ----------------------- | ----------------------- | ----------------------- | ----------------------- | ----------------------- | ----------------------- | ----------------------- | ----------------------- | ----------------------- | ----------------------- | ----------------------- |
| متوسط درجة الحرارة الكبرى °م (°ف) | 4.5 (40.1)              | 5.5 (41.9)              | 9.1 (48.4)              | 12.7 (54.9)             | 17.6 (63.7)             | 19.9 (67.8)             | 22.2 (72.0)             | 22.3 (72.1)             | 18.3 (64.9)             | 13.7 (56.7)             | 8.2 (46.8)              | 5.6 (42.1)              | 13.3 (55.9)             |
| المتوسط اليومي °م (°ف)            | 2.4 (36.3)              | 2.9 (37.2)              | 6.0 (42.8)              | 8.9 (48.0)              | 13.4 (56.1)             | 15.8 (60.4)             | 18.0 (64.4)             | 18.0 (64.4)             | 14.7 (58.5)             | 10.7 (51.3)             | 5.9 (42.6)              | 3.6 (38.5)              | 10.0 (50.0)             |
| متوسط درجة الحرارة الصغرى °م (°ف) | 0.2 (32.4)              | 0.3 (32.5)              | 2.9 (37.2)              | 5.0 (41.0)              | 9.1 (48.4)              | 11.6 (52.9)             | 13.7 (56.7)             | 13.7 (56.7)             | 11.1 (52.0)             | 7.6 (45.7)              | 3.6 (38.5)              | 1.6 (34.9)              | 6.7 (44.1)              |
| الهطول مم (إنش)                   | 84.5 (3.33)             | 58.1 (2.29)             | 78.2 (3.08)             | 61.0 (2.40)             | 72.2 (2.84)             | 92.8 (3.65)             | 81.2 (3.20)             | 78.8 (3.10)             | 78.0 (3.07)             | 75.1 (2.96)             | 81.1 (3.19)             | 93.1 (3.67)             | 934.1 (36.78)           |
| متوسط أيام هطول الأمطار           | 14.1                    | 10.5                    | 13.6                    | 11.1                    | 11.1                    | 12.0                    | 10.4                    | 9.9                     | 11.2                    | 10.9                    | 13.6                    | 14.1                    | 142.5                   |
| المصدر: WMO                       |                         |                         |                         |                         |                         |                         |                         |                         |                         |                         |                         |                         |                         |

## توأمة
لإسن (ألمانيا) اتفاقيات توأمة مع كل من:
- سندرلاند (1949 - )
- تامبيري
- غرونوبل (1974 - )
- نيجني نوفغورود (1991 - )
- تل أبيب
- زابجه (11 سبتمبر 2015 - )[10]

## أعلام
- ماري ويجمان
- هيلموت ران
- أوتو ريهاغل
- ويلهلم بوش
- إرنست بوش
- كارل ألبريشت
- لوتس فون كروسيغ
- ليروي ساني
- غوستاف هاينيمان
- ينس ليمان

## وصلات خارجية
- ايسن عاصمة أوروبا الثقافية لعام 2010 دويتشة فيلله العربية .